# Salce
Salce è un comune spagnolo di 132 abitanti situato nella comunità autonoma di Castiglia e León.